# Maria de Lurdes Mutola
Maria de Lurdes Mutola (Maputo, 27 d'octubre 1972) és una ex atleta moçambiquesa especialista en curses de mig fons.
Destacà principalment en la distància de 800 metres llisos, on fou una de les grans dominadores en les dècades dels 90 i 2000. Guanyà dues medalles olímpiques, una d'or a Sydney 2000, i fou tres cops campiona del Món a l'aire lliure i set cops més en pista coberta.

## Millors marques
- 200 m 23.86
- 400 m 51.37
- 800 m 1:55.19
- 1000 m 2:29.34
- 1500 m 4:01.50
- 3000 m 9:27.37
- 5000 m 18:15.10

## Resultats (800 m)
- Jocs Olímpics: 1988 primera ronda; 1992 5a i 9a en 1500 m; 1996 3a; 2000 1a; 2004 4a
- Campionats del Món: 1991 4a; 1993 1a; 1995 desqualificada en semifinals; 1997 3a; 1999 2a; 2001 1a; 2003 1a
- Campionats del Món en pista coberta: 1993 1a; 1995 1a; 1997 1a; 1999 2a; 2001 1a; 2003 1a; 2004 1a; 2006 1a
- Copa del Món: 1992 1a i 3a en 4x400 m relleus; 1994 1a; 1998 1a; 2002 1a i 4a en 4x400 m relleus
- Jocs Panafricans: 1991 1a; 1995 1a
- Campionats d'Àfrica: 1988 2a; 1990 1a i 1a en 1500 m; 1993 1a; 1998 1a; 2002 1a; 2008 2a
- Jocs de la Commonwealth: 1998 1a; 2002 1a; 2006 3a